# Konspirationsteorier om hiv och aids
Med konspirationsteorier om hiv och aids avses en rad teorier och spekulationer som strider kraftigt mot den etablerade bilden av hiv och aids. Sedan aidsepidemins början har många bisarra och farliga hypoteser framförts för att förklara sjukdomens ursprung, vilket har lett till en mängd olika konspirationsteorier. Flera av dessa hävdar att aids ska ha skapats, medvetet eller omedvetet, av människan. Det är också vanligt att ifrågasätta att hiv skapar aids.

## Aids-förnekelse
Aids-förnekelse är idén att hivviruset inte orsakar aids. Utan vetenskaplig grund för sina påståenden menar aidsförnekare att hiv är ofarligt. Teorin att hivviruset inte orsakar aids kan möjligen ha inletts genom en artikel av Peter Duesberg i den medicinska tidskriften Cancer Research 1987.

## Afrika och hiv/aids konspirationen
Ett vanligt tema inom denna genre av teorier är att viruset, oavsett vem som skapade det, spridits genom olika vaccinationsprogram riktade bland annat mot smittkoppor i Afrika. Syftet ska ha varit ren rasism, dvs försök att döda svarthyade afrikaner. Sydafrikas president Thabo Mbeki och andra medlemmar av partiet ANC har vid flera tillfällen uttryckt åsikten att aids inte orsakas av hiv utan av fattigdom, och att de som dör av aids förgiftats av bromsmediciner som tillverkats av läkemedelsföretag som vill utföra experiment på afrikaner. Först år 2003 tillkännagav regeringen att den kommer att börja distribuera bromsmediciner till hivpositiva sydafrikaner. Forskare vid Harvard University menar att Mbekis förnekelse kan ha orsakat 300 000 människors död.

## Albinism som botemedel
I Tanzania har det spridits uppgifter om att albinism på olika sätt kan bota aids. Det har rapporterats att hundratals albino har dödats för att blod, hår eller kroppsdelar ska användas i svart magi och flickor med albinism har våldtagits i tron att samlag med flickorna ska bota aids.

## Virgin cleansing myth
År 2009 publicerade The Lancet en studie om förekomsten i Zambia av the virgin cleansing myth, tron att samlag med en oskuld ska bota hiv. Omfattningen av problemet var dock inte fastställd. Amnesty rapporterade år 2013 att denna teori även spreds av häxdoktorer i Lesotho. Orsaken till sjukdomen skulle då varit en förtrollning och botemedlet var samlag med oskulder eller unga flickor. Konsekvensen av desinformation var våldtäkter och ökad smittspridning.

## Operation Infektion
Operation Infektion var en desinformationskampanj som spreds av KGB och Stasi under mitten av 1980-talet. Målet med kampanjen var att sprida konspirationsteorin att USA medvetet hade skapat hiv/aids som ett biologiskt vapen, och på så sätt främja antiamerikanism och isolera USA. Uppgifterna fick stor spridning och publicerades i 80 länder och på 30 olika språk. 